# Subarctische Oeral

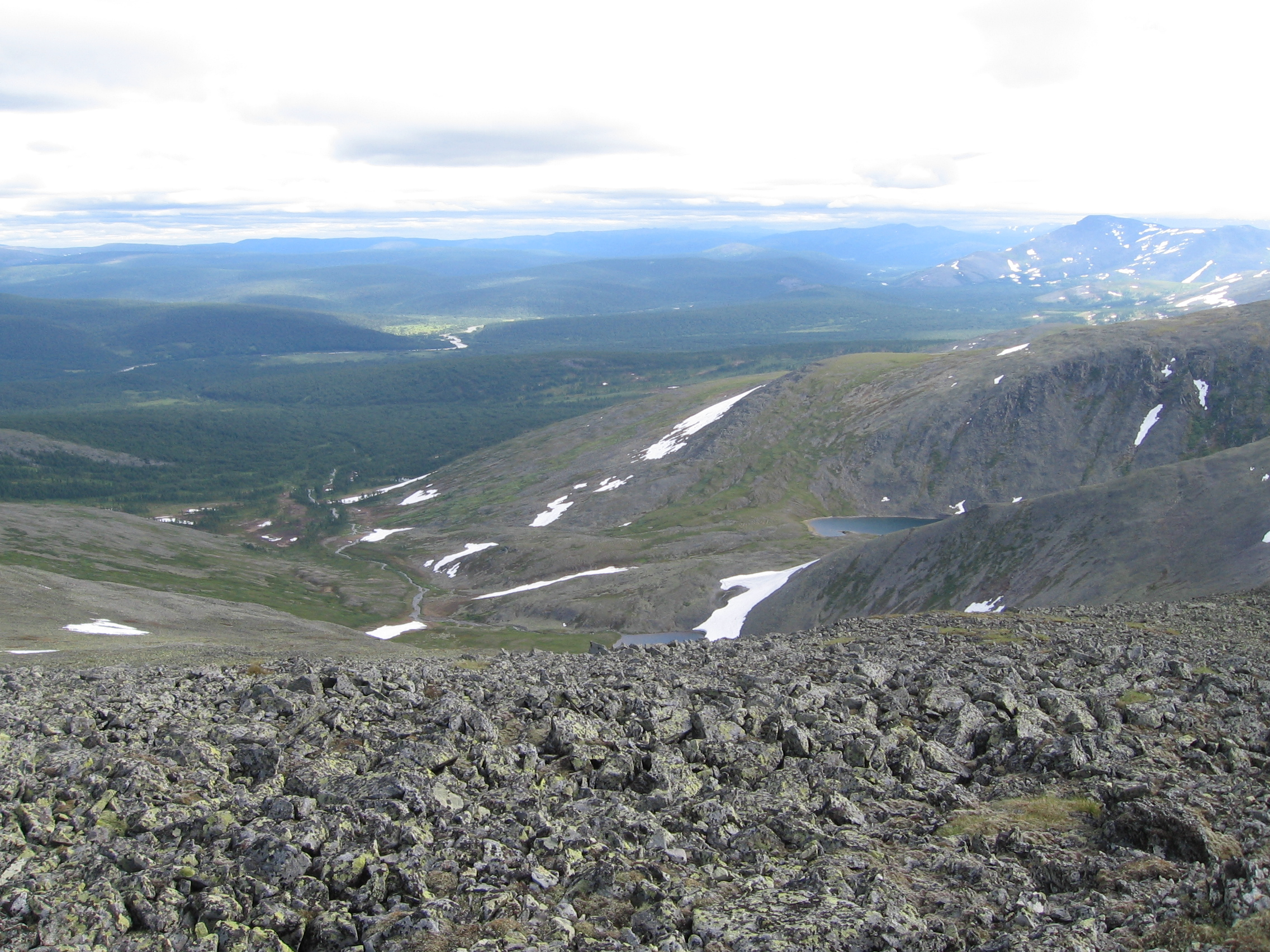
Landschapsbeeld

De Subarctische Oeral of Subpolaire Oeral (Russisch: Приполярный Урал; Pripoljarny Oeral), historisch ook Ostjaakse Oeral (naar de oude naam voor de Chanten) genoemd, omvat het hoogste deel van de Oeral en ligt tussen de Noordelijke Oeral in het zuiden en de Arctische Oeral in het noorden. De grenzen zijn de bovenloop van de Choelga (stroomgebied van de Ob) in het noorden en de Sjoegor (stroomgebied van de Petsjora) in het zuiden. Het gebied omspant een lengte van 230 kilometer van zuidwest naar noordoost en is tot 150 kilometer breed. De oppervlakte bedraagt ongeveer 32.000 km² en de hoogte varieert van 600 tot 1500 meter. Het ligt in een zeer dunbevolkt gebied en is alleen te bereiken via de Noordelijke spoorlijn die erlangs loopt naar Vorkoeta.
De hoogste piek van dit gebied en de hele Oeral is de Narodnaja met 1894,5 meter. Andere hoge pieken zijn de Karpinski (1878 m), Manaraga (1820 m) Zatsjita (1808 m), Sverdlova (1800 m), Mansi-Nyer (1778 m), Komsomola (1729 m), Kolokolnja (1724 m) en Sablja (1497 m). De laatste piek is onderdeel van de zuidwestelijke bergrug Sablinski, die populair is onder bergbeklimmers. Het gebied wordt tot een hoogte van 500 meter bedekt met taiga en daarboven met bergtoendra, rotsen en kliffen. Er bevinden zich 50 kleine gletsjers met een totale oppervlakte van 7,5 km² en een groot aantal sneeuwvelden.
Hoewel het gebied zuidelijker ligt is het klimaat er strenger dan in de Arctische Oeral. De temperatuur varieert van plaatselijk -23°C in januari (minimumtemperatuur -45°C) tot 14-16°C in juli in de valleien (maximumtemperaturen kunnen oplopen tot 34°C). Op 1600-1800 meter hoogte varieert de temperatuur dan van 2,5-3°C. In januari en februari kunnen in het hooggebergte sneeuwstormen plaatsvinden met snelheden van 20-30 m/s, die soms een week kunnen aanhouden. Gemiddeld vinden hier gedurende 80-100 dagen sneeuwstormen plaats. In de valleien loopt de snelheid meestal niet hoger op dan 10 m/sec en is het aantal sneeuwstormdagen meestal 2-3 keer kleiner. Het gebied is berucht vanwege de kans op lawines.
De hoogste centrale gedeelten zijn gevormd door kwartsiet- en kristalachtige schisten en de westelijke en oostelijke hellingen door metamorfe en afzettingsgesteenten, zoals zandsteen en kalksteen.
Een aantal rivieren ontspringt in dit deel van de Oeral. De langste rivieren aan westelijke zijde zijn de Kosjoe (137 km), Bolsysjaja Synja en Sjoegor, die allen onderdeel zijn van het stroomgebied van de Petsjora. Aan oostelijke zijde zijn de rivieren allen onderdeel van het stroomgebied van de Ob. Er liggen 821 meren in het gebied, waarvan 692 op de westelijke hellingen en 129 op de oostelijke hellingen.

## Externe links

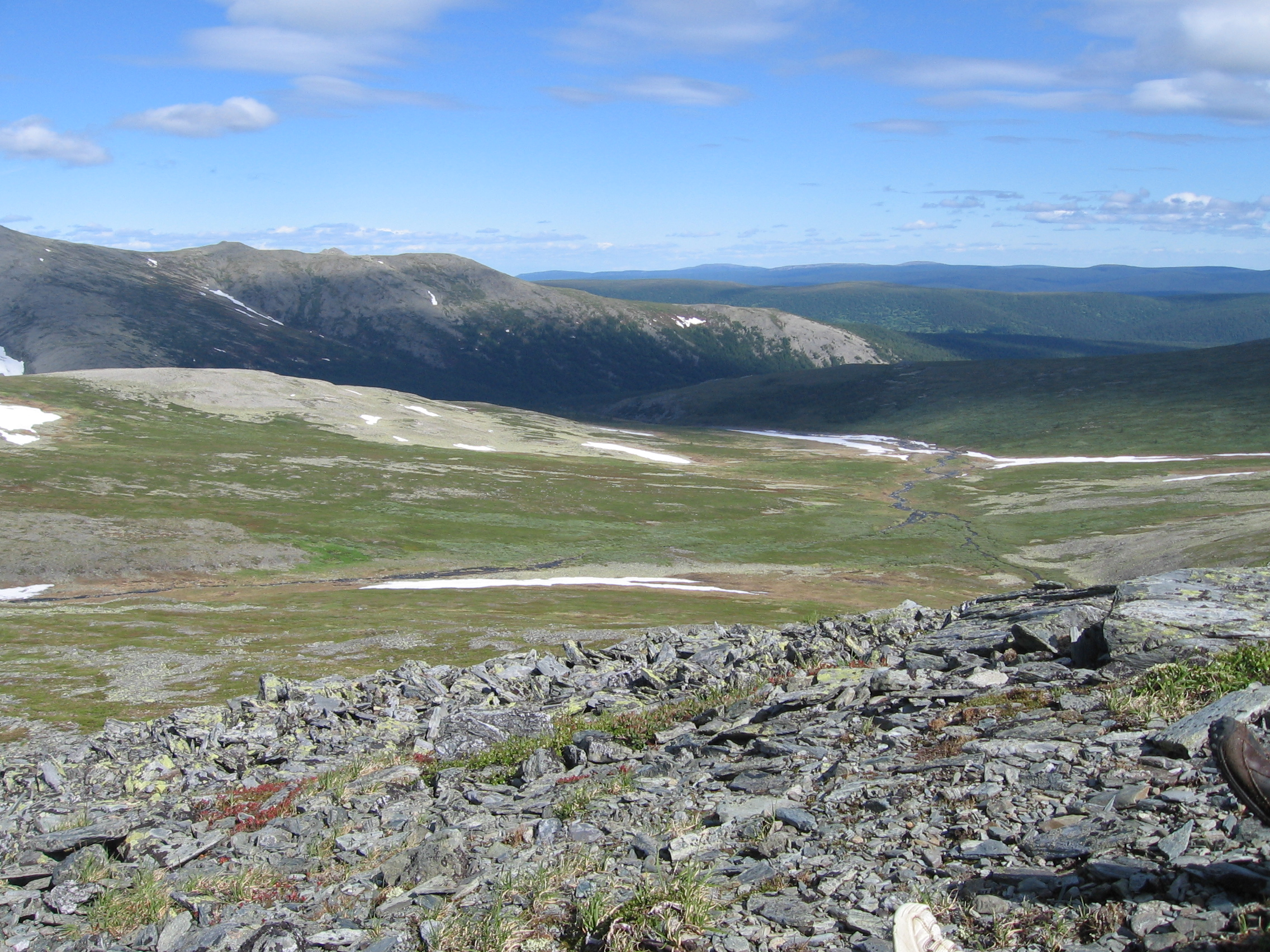
Berglandschap
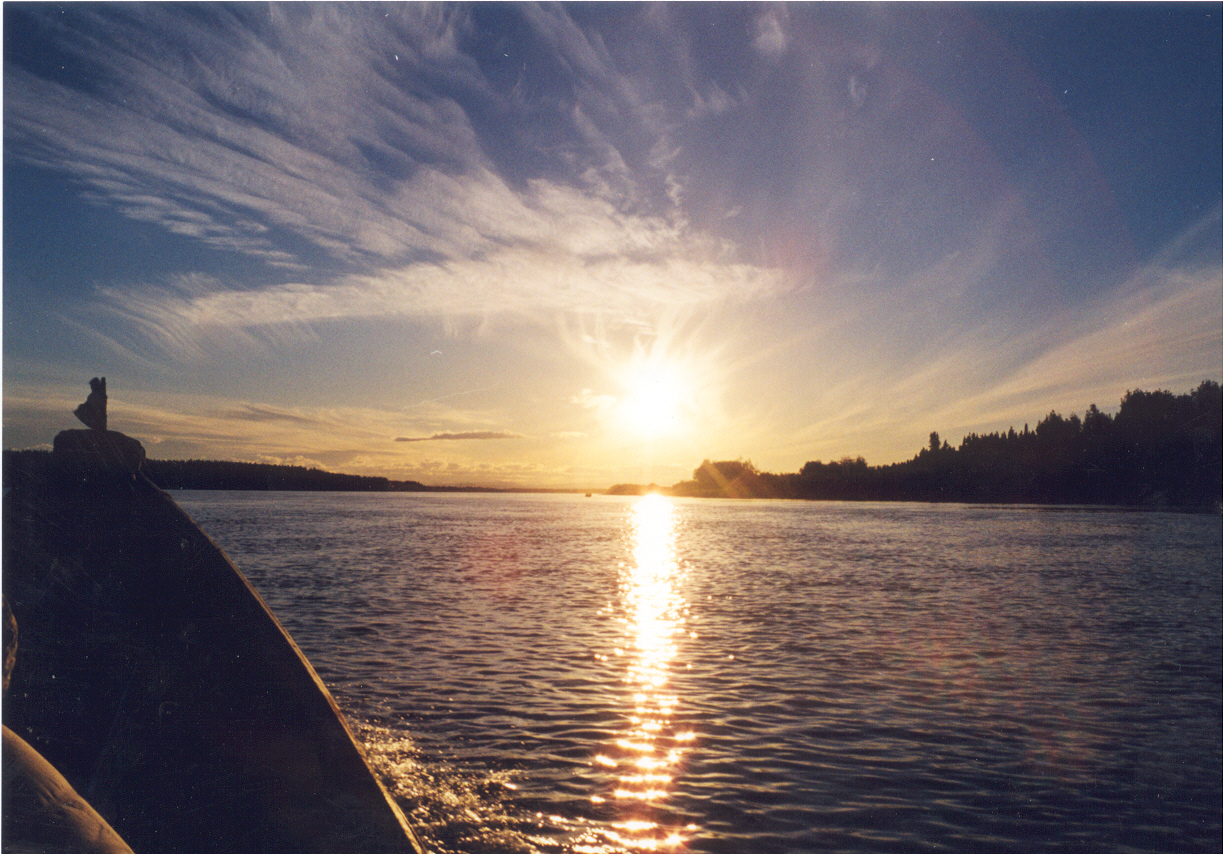
Zonsopgang over de Ljapinrivier
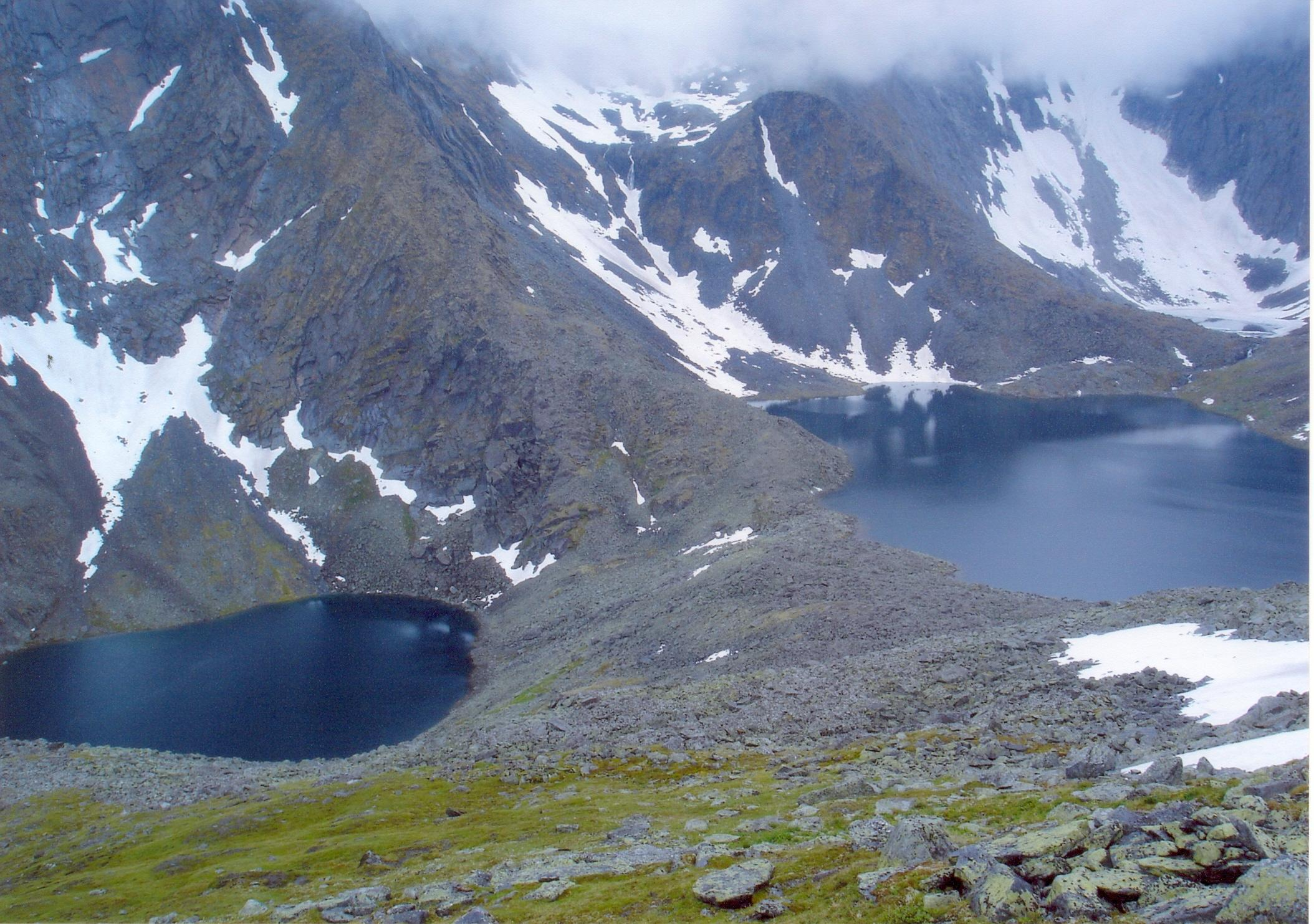
Bewolkte bergpieken met bergmeertjes op de voorgrond